# 谷仮面
『谷仮面』（たにかめん）は、柴田ヨクサルによる日本の漫画。『ヤングアニマル』（白泉社）誌上で1992年の第9号から1996年の第15号まで連載された。全92話。恋愛を軸にギャグ、格闘などの様々な要素が詰め込まれた異色作品である。
単行本（全12巻、1993年10月から1996年12月にかけて出版）は長らく絶版だったが、同作者の漫画作品『エアマスター』がアニメ化されたことを受けて、完全版（全6巻、2003年6月から8月）が出版された。完全版の特典として、各巻に短編の描き下ろしの新作が掲載されている。

## ストーリー
烏山高校に通う仮面の高校生である谷は、友達もなく電車通学の行き帰りや休み時間に小説を読むだけの地味な高校生活をエンジョイしていたが、ふとしたことからバレー部の島リホコに一目惚れしてしまう。
常に島のことばかり考えて日常を過ごす谷は、自分や島を攻撃してくる不良を何度も撃退していた。あるとき学校に戻ってきた伝説の不良・中岡にその強さを見込まれた谷は、島との関係を深める手伝いをしてもらうことを条件に、中岡の野望である不良高統一に協力することになる。

## 登場人物

### メインキャラクター
谷（たに）
本作の主人公。鳥山高校に通う高校生。下の名前は不明。体重65kgだが、身長がとても高く細身。常に顔全面を覆い隠す白い仮面を付けているが、周囲の人間はなぜか気にしていないことが多い（ただし、「目立つから」という理由で初期は田島などに喧嘩を売られることが多かった）。普段は些細なことでくよくよする内気な様子を見せ、あまり干渉されたくない性格であるが、邪魔が入ると激昂し口よりも先に手が出る。読書家で特に村上春樹のファン。授業をさぼったり島に目が向かったりするばかりで勉強はほとんどしておらず、日本史の追試を受けたことがある（単行本最終巻の書き下ろしでは日本史を勉強している姿がある）。
島リホコのことが大好きで、島のこととなると周りが一切見えなくなってしまう。しかし島以外のことにはわりと薄情。前述の内気な性格も含め「友達ってできたことがない」と話しているが、中岡のことは友人だと認めている。
コンクリートの壁をも破壊する怪力の持ち主で、しかもかなりタフ。本人は戦闘の技術を学ぶことはほとんどなく、喧嘩やアマレスの試合の際には専らそのタフネスと怪力を用いたごり押しが多い。他方、スピードに関しては遅く、その戦闘スタイルゆえにスピードがあるタイプとカウンター重視型は苦手。その風貌や喧嘩の強さから、不良などから目を付けられることが多く、中岡にダーティマスクと命名され近隣の不良高と戦わされることになる。
仮面をかぶるようになったのは幼少期からで、信頼できる人間がおらず他人と遊ぶことよりも一人でいることが楽しいと感じた彼は、「楽しくないのに自分はなぜ生まれてきたのか」と考えその顔を仮面で隠した。戦いの果てにその答えにたどり着き、仮面は島とキスした直後に粉々に砕け散った。
『エアマスター』の本編には登場しなかったが、単行本のおまけには登場。島とは夫婦になっているが、なぜか未だに互いを名字で呼ぶ。仮面は付けていないが、その性質は変わっておらず島にセクハラする八百屋の主人を殴りつけた。
島 リホコ（しま リホコ）
谷の同級生で、1年生ながらバレー部のレギュラーとして活躍する。内気な性格であることを気にしている女の子。バレーの実力は折り紙付きで、そのあまりに強烈なスパイクは「殺人アタック」とまで言われている。その破壊力は凄まじく、不意とは言え谷の仮面を半壊させ、終盤では自らを磔にしていた革のベルトまでその要領を活かして引きちぎった。なお、作中で谷の仮面に傷を付けたのは島とヒグチ先生（のダーツ）と新撰高の隊長だけである。
当初は目つきが鋭く細身で胸も小さかったが、徐々に絵柄が変化して後半からは見違えるようなグラマラス体型に変わった。
『エアマスター』単行本のおまけに登場。谷とは夫婦になっている。谷の子を身ごもっていた。
中岡（なかおか）
「伝説の不良」と称される鳥山高校の3年生。バンド活動によりほとんど学校に出てこなかったため、1年留年している。超人的な集中力により爆発的なパワーを発揮することができ、谷とも互角以上に渡り合えるほどの実力を持つ。しかしその強さは限定的なものであり、約20秒連続して戦い続けると行動不能に陥ってしまう弱点がある。鳥山高校のリーダー格で、島をダシに谷を仲間に引き込み、かねてからの不良高統一の野望を達成しようする。
デートなどを考えるのが面倒という理由で女性に興味はないと語っていたが、徐々に考え方が変化していき、新撰高校に乗り込んだ際に美紀の告白を受けたことで抑えきれなくなり彼も美紀への想いを告白する。
田島（たじま）
初期における谷のライバル。谷に勝つためにボクシングの特訓までして挑みかかるが全く歯が立たず、だんだんと谷への対抗心が薄れていく。とはいえ一般人と比べれば喧嘩は遥かに強く、スピードだけなら谷をも圧倒する。彼も島のことが好き。実家は専用のトレーニングルームを作れるほどの金持ち。中岡の強さに感動して軍団に加わり、不良高統一計画に協力する。久坂の要請でアマレス部にも参加し、素人ながらボクシングで鍛えたスピードを活かした奇襲戦法で優勝に貢献する。
村田（むらた）
2年生の不良グループのリーダー。谷に因縁をつけ返り討ちにされて以来、谷を恐れている。中岡を尊敬しており彼の復学をとても喜んでいた。周りに超人クラスが多いため霞んでしまうが、彼も一般人と比べればかなり強く根性もある。後半は田島と共に行動することが多くなり、共に中岡の不良高統一計画に協力。久坂の要請で参加したアマレス団体戦では素人ながら根性で優勝に貢献する。
皆口 美紀（みなぐち みき）
転校生。双子の姉の由紀と共に格闘姉妹と呼ばれる。非常にお転婆で喧嘩好き。空手の経験があり、スピードを生かした蹴り技が得意。谷のことを「タニタニ」と呼ぶ。
当初は不良が谷を避けていたことに目を付け谷を狙うが、全く相手にされなかった。その後中岡を狙い不意打ちを食らわすが、そのことについて誉められたことがきっかけで中岡に惚れてしまい、それ以降彼を追い続ける。
皆口 由紀（みなぐち ゆき）
皆口美紀の双子の姉。妹の美紀とは逆に大人しく恋愛話が大好き。見た目の大人しさとは裏腹に、運動神経は妹を大きく上回り、後から空手を習い始めたにもかかわらず瞬く間に追い抜いてしまった。妹への遠慮から空手は辞めて合気道を習い始めるが、これも達人級の腕前になっている。普段は打撃技は封印し、合気道の投げ技を中心に戦う。髪を結んでいるリボンを解くと凶暴化し、投げ技に加えて相手の急所を狙った貫手突きも使うようになる。同作者の作品『エアマスター』および『ハチワンダイバー』にも登場する。
久坂（くさか）
鳥山高校レスリング部主将。中岡の中学時代からの相棒でプロレス技を使う。中岡を尊敬しているが恐れてもいる。プロレス好きが高じて高校ではアマレス部に所属し、全国レベルの選手に成長した。普段は真面目で大人しい性格だが、テンションが上がると思ったことをそのまま大声で叫びだす危ない一面を持つ。喧嘩も強く谷、中岡に次ぐ実力。中岡の不良高統一に力を貸す交換条件として、2人しかいないアマレス部の団体戦出場のために、谷を含む中岡軍団5人を出場させた。個人戦で全国大会決勝まで進んだが不良高統一を優先して試合を投げ出す。後に笠原静菜によってコスプレ戦士「シズナマン」にされてしまう。必殺技は「久坂式がぶり返しVer.1&2」。『エアマスター』では医者として働いており、北枝金次郎を診療しながら、アマレスを指導している。
椎名 綾（しいな あや）
中岡の異父妹、中学生。格闘技を学んでおり、皆口美紀と同等の実力を持つ。中岡繋がりの縁で美紀と友達になるがそれまでは全く友達がいなかったらしい。肘打ちなどの手技を駆使した空中コンボが得意。一瞬だけなら兄同様に自分の力を高める能力が使える。胸が無い。
千葉（ちば）
10年以上も不良を続けており「伝説の用心棒」の異名を持つ。29歳。谷と勝負すべく赴いた鳥山高校で島に一目惚れし、彼女を巡って谷と対立する。喧嘩の実力は高く谷、中岡と同等。木刀「海舟丸」を使用し、「円月音速散弾斬り」など様々な必殺技を使う。彼の持つ木刀「海舟丸」は、谷の怪力でもヘシ折ることができなかった業物。
実は本編から11年前に島と出会っており、彼の必殺技はその時の島のアドバイスから生まれたものであるが、本人は全く覚えていない。

### 鳥山高校
小西（こにし）
通称コニオ。部長の久坂を除く唯一のレスリング部員。彼も久坂同様に全国レベルのレスリング技術を持っているため、レスリング部は廃部にならずに済んでいる。久坂を尊敬しており、当初は彼を乱暴に扱う中岡に対して良い感情を持っていなかったが、後半になって髪を金髪に染め中岡たちの仲間に。『エアマスター』に登場した小西良徳は彼の弟で、コミックスのオマケ漫画では彼ら兄弟の日常が描かれた他、月雄のアパートに兄弟揃って入居しているシーンも描かれた。
後藤（ごとう）
田島と一緒にいる3人組の1人で一番のお調子者。いつも帽子をかぶっている。中岡の軍団に加わり、町のパンクス相手に喧嘩修行をしたり、久坂の要請でアマレスの団体戦に数合わせの捨て駒として参加したりする。
ケン
田島と一緒にいる3人組の1人。金髪の長髪+メガネ。中岡の軍団に加わり、町のパンクス相手に喧嘩修行をしたり、パソコンオタクの特技を生かして近隣の不良校データベースを自作したりする。
近藤（こんどう）
田島と一緒にいる3人組の1人。他の2人と比べてこれと言った特徴が無く一番地味。黒髪の短髪。中岡の軍団に加わり、パンクス相手に喧嘩修行をしたり、久坂の要請でアマレスの団体戦に数合わせの捨て駒として参加したりする。
笠原 静菜（かさはら しずな）
鳥山高校の漫画研究会に所属する女生徒。体格は非常に小柄。久坂を「理想の体型」と目し、彼を半ば脅迫して「シズナマン」に仕立て上げた後は自分も「キューティーシズナ」となりくっついて回る。『エアマスター』では久坂と結婚しているが、シズナマンの開発は続けている。
マスダ
谷の同級生。病弱。谷と友達になろうと努力するが、当の谷にはあまり相手にされていない。下の名前は「淳」。
あゆみ
島の友人。谷に島の写真や情報を売りつける。
みちる
鳥山高校の女子生徒。外面が良く学校では優等生や可愛い子を演じているため、教師や男子生徒に受けが良いが本性は正反対で学校でも隠れてタバコを吸うなどしている。

### 大和工業
木下（きのした）
大和工業の不良グループの1人。取り巻き数人と共に村田に絡み、加勢に来た田島もあわせて乱闘となる。
山本（やまもと）
大和工業の生徒。スキンヘッド。ゲームセンターで傍若無人な行為を繰り返し、ゲームの対戦相手になった谷に因縁をつける。
桂（かつら）
大和工業のリーダー格。ヒゲ面の巨漢。河川敷での鳥山VS大和の乱闘の最中「ついでに」と谷に殴り飛ばされた。
陣（じん）
桂と並ぶ大和工業のリーダー格。素早い動きを生かして谷を翻弄するが谷と交代した田島に敗北。その後も中岡や綾と戦う機会があったがいずれも完敗。動きの速さ以外に帽子を投げたり靴を飛ばしたりと裏技的な技が得意。背が低いことをかなり気にしている。

### 神保館高校
森（もり）
神保館高校レスリング部主将。レスリングの実力は高く田島を子供扱いした。プライドが高く対戦相手をバカにした言動や態度が目立つ。試合ではその余裕が仇となりボクシングのフックを応用した田島の投げをまともに受けて失神KOされた。大和工業の陣とは旧知の間柄。
小室（こむろ）
神保館高校レスリング部員。森と違い真面目なスポーツマンタイプ。試合では久坂と対戦し久坂式がぶり返しを破るものの、久坂式がぶり返しVer.2の前に敗れた。彼は不良グループには属していないらしく後のケンカに参加することも無かった。
安野（やすの）
神保館高校レスリング部員。部員から「熊でも勝てない」と評される巨漢。やる気を無くして棒立ち状態の谷を最初は圧倒するが、谷が島の声援で復活するとほとんど何もできずに敗れる。

### 新撰高校
清河（きよかわ）
新撰高の番長。中学時代に中岡と久坂の2人をまとめて倒したことがある。中岡の構想した不良高統一計画を「面白そう」との理由で勝手に引き継ぎ完遂直前まで進行させる。プライドが高く、自分を「将来、多くの人間の上に立つ宿命の人間」と位置付ける。掌から衝撃波を出したり宙を浮いて移動できたりと説明不能の超能力を使う。中岡を唯一自分に近い素質をもつライバルと認識しており、不良高統一の総仕上げとして中岡を自らの手で葬る予定で、新撰高に最終ステージを用意する。その最終ステージにおいて、シズナマン（久坂）を圧倒し、フルパワーの中岡をも撃破したが、愛に目覚めた谷の前には何もできず一撃で粉砕される。
愛の力を全く信じておらず、谷と島に対して「不良高統一のエンディングにはとんだミスキャスト」と評したが、結局その前に敗れ、対決後はただ一人愛に動く人間の存在を知ったことをかみしめていた。
本間（ほんま）
清河の部下。鋭い切れ味を誇る手刀を使う。最終ステージに中岡をおびき寄せるために島を誘拐した。同性愛者らしい描写がある。清河に強い執着心を持っており、清河と因縁のある中岡を特に敵視している。能力を解放した綾と戦い敗北。
千恵（ちえ）
新撰高メンバーの紅一点。八極拳のような技を使い、パワーとカウンターを兼ね備えた谷の天敵のような格闘スタイルを駆使する。谷をビルの外にふっ飛ばし、美紀を倒したが由紀と戦い相打ちとなる。
キツネ面
本名不明。常に狐の面をつけており、一切喋らない。特殊な手甲を身につけており、それによる防御力で千葉の斬撃も難なく受け止めた。清河の指令で谷、千葉、久坂の3人を道連れに場外へ飛び降りようとするが失敗する。
隊長
マスク姿の攻撃部隊を大量に引き連れて烏山高校を襲撃した巨漢。中ボス呼ばわりされる。自分ひとりでも鳥山高を全滅できると豪語する自信家。谷にキックをくらわすが、部下もろともまとめてぶっ飛ばされる。

### その他
島 陽之介（しま ようのすけ）
島の弟。小学校1年生（初登場時は幼稚園児）。いじめられているところを谷に助けられて以来、谷に懐いている。
板垣（いたがき）
東東高の生徒。コスプレイヤーでゴジラのような巨大な怪獣の着ぐるみを身にまとう。千葉の必殺技をまったくよせつけないほどの打たれ強さと、いともたやすく相手を吹っ飛ばす桁外れのパワーをもつ。一度は千葉と谷を退散させ、鳥山高校まで乗り込んでいき村田を瞬殺して田島を驚愕させるが、谷と中岡のツープラトンとシズナマンの必殺技の連続攻撃をうけて完膚なきまでに粉砕される。後に谷たちに仕返しをするために清河の支配下に入り、パワーアップした着ぐるみで新撰高に現れるが、島を助けたい気持ちにはやる谷に一撃で倒されてしまった。晴海のコミケ会場でもシズナマンに敗北する（コミケでも悪質なコスプレイヤーとして有名）。
岡田 半次郎（おかだ はんじろう）
千葉のエピソードに登場する。学生時代の千葉のライバル。必殺技「岡田流旋風昇龍斬」を用いて千葉を敗北寸前まで追い詰めるが土壇場で「円月音速散弾斬り」を編み出した千葉に逆転負けを喫する。この時、千葉に必殺技を編み出すヒントを与えたのが当時6歳の島である。
土田（つちだ）
松高唯一の不良で番長。中岡に唆された谷に取り巻き共々叩きのめされた。
ミツオ
松高の生徒。嫌々土田たちの使い走りをさせられていた。土田を倒した直後の谷に話しかけたところ、仲間と勘違いされ殴られた。
ヒグチ先生
鳥山高校の教師。レスリング部顧問。ダーツが上手いという特技を持っておりその技を応用して谷にチョークを当てようとする。マイダーツを持ち歩いている。
ヤスオ
谷がクリスマスにバイトした玩具店の店員。谷に少し仕事の足を引っ張られ気味だった。

## 単行本
- 『谷仮面』 （白泉社・ジェッツコミックス）全12巻。

1. 1993年10月発売 ISBN 4-592-13537-7
2. 1993年12月発売 ISBN 4-592-13538-5
3. 1994年3月発売 ISBN 4-592-13539-3
4. 1994年8月発売 ISBN 4-592-13558-X
5. 1995年1月発売 ISBN 4-592-13559-8
6. 1995年6月発売 ISBN 4-592-13708-6
7. 1995年11月発売 ISBN 4-592-13709-4
8. 1996年3月発売 ISBN 4-592-13710-8
9. 1996年6月発売 ISBN 4-592-13785-X
10. 1996年8月発売 ISBN 4-592-13786-8
11. 1996年10月発売 ISBN 4-592-13787-6
12. 1996年12月発売 ISBN 4-592-13788-4

- 『谷仮面 完全版』 （白泉社・ジェッツコミックス）全6巻。

1. 2003年5月29日発売 ISBN 4-592-13264-5
2. 2003年5月29日発売 ISBN 4-592-13265-3
3. 2003年6月27日発売 ISBN 4-592-13266-1
4. 2003年6月27日発売 ISBN 4-592-13267-X
5. 2003年7月29日発売 ISBN 4-592-13268-8
6. 2003年7月29日発売 ISBN 4-592-13269-6